# Яворівщина (Смолевицький район)
Яворівщина (біл. вёска Яваровшчіна) — село в складі Смолевицького району Мінської області, Білорусь. Село підпорядковане Пекалинській сільській раді, розташоване в центральній частині області.